# Pachypleurosauria
Los paquipleurosaurios (Pachypleurosauria) son un grupo de reptiles sauropterigios primitivos que vagamente se parecían a lagartos acuáticos, y vivieron sólo durante el período Triásico. Eran animales alargados, con un rango de tamaños desde 20 centímetros hasta cerca de un metro de longitud, con pequeñas cabezas, cuellos largos, extremidades similares a aletas, y largas colas gruesas. La cintura escapular estaba muy reducida, por lo que es improbable que estos animales pudieran moverse en tierra. Los dientes como estacas ampliamente separados se proyectaban en el frente de las mandíbulas, lo que indica que estos reptiles se alimentaban de peces.

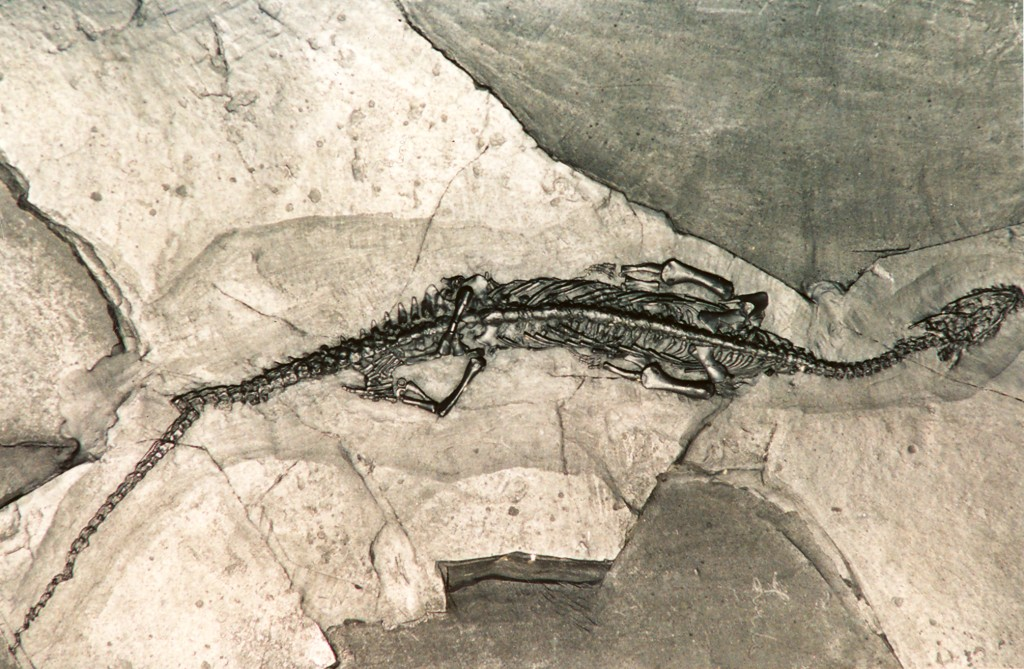
Pachypleurosaurus edwardsi.

Los paquipleurosaurios fueron frecuentemente incluidos entre los notosaurios, y aún actualmente se les considera como tales (Carroll 1988, Benton 2004). Sin embargo, en algunas clasificaciones cladísticas (Rieppel 2000), son considerados como el taxón hermano del grupo Eusauropterygia, el clado que incluye a los notosaurios y a los plesiosaurios.